# トマス・スター・キング
トマス・スター・キング（英:Thomas Starr King、1824年12月17日-1864年3月4日）は、アメリカ合衆国、ユニテリアン主義の牧師であり、南北戦争のときにカリフォルニア州政界で影響力を持った。

## 伝記
「国を救った演説家」と言われるキングは1824年12月17日にニューヨーク州ニューヨーク市で生まれた。15歳のときにその家族を支える者となり、学校を止めざるを得なかった。ラルフ・ウォルド・エマーソンやヘンリー・ウォード・ビーチャーのような人物に影響を受け、牧師になるための独学の計画を始めた。20歳の時、マサチューセッツ州チャールズタウンの第一ユニテリアン教会で父が勤めていた説教師を継いだ。
1848年、ボストンのホリスストリート・ユニテリアン教会の牧師に指名され、ニューイングランドでは最も有名な説教師の一人になった。ニューハンプシャー州ホワイト山地で休暇を過ごし、1859年にホワイトヒルズ; その伝説、景観および詩と題するその地域に関する本を著した。1860年、カリフォルニア州サンフランシスコの第一ユニテリアン教会からの招請に応じた。南北戦争のとき、熱心にアメリカ合衆国（北軍）のために呼びかけ、エイブラハム・リンカーン大統領からは、カリフォルニア州が別の共和国になることを妨げた者と認められた。さらにアメリカ合衆国公衆衛生委員会太平洋支部を組織化し、傷ついた兵士の治療を行って、アメリカ赤十字のさきがけとなった。
キングは激烈な演説家であり、ニューヨークにある公衆衛生委員会のために150万ドル以上の寄付を集めたが、これはアメリカ全州から集まったものの5分の1に相当した。キングは休み無い巡回講演活動で身をすり減らし、ジフテリアのために1864年3月4日にサンフランシスコで死んだ。

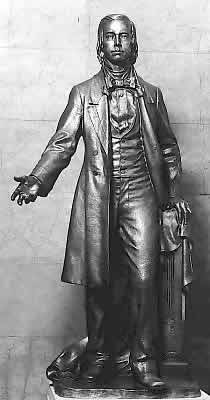
アメリカ合衆国議会議事堂の国立彫像ホール・コレクションに収められていたトマス・スター・キングの銅像

## 栄誉
ニューハンプシャー州ホワイト山地の山（標高1,191 m (3,907 フィート））と、ヨセミテ国立公園の山がキングの栄誉を称えてスター・キング山と名付けられている。1941年、カリフォルニア州バークレーのスター・キング神学校（ユニテリアン・ユニバーサリスト）もキングの栄誉を称えて名付けられた、サンフランシスコにあるキングの教会と墓は歴史的記念碑に指定され、市内の2つの通り（教会があるスター・キング・ウェイとミッションベイ地区のキング通り）はキングに因んで名付けられた。ゴールデンゲート公園にはキングの銅像もあり、JFKドライブに面し、デ・ヤング博物館に極めて近い。カリフォルニア州内にはキングの名前を冠し、捧げられた学校が幾つかある。すなわち、サンフランシスコのスター・キング小学校、ロサンジェルスのシルバーレイク・ハリウッド地区のスター・キング中学校およびカーマイケルのスター・キング8年制学校である。

### 彫像
キング牧師に払われた当初の敬意の一部として、カリフォルニア州を代表してワシントンD.C.のアメリカ合衆国議会議事堂の国立彫像ホール・コレクションにその彫像を展示する価値があると判断された。1913年、カリフォルニア州の2人の偉大な英雄の一人として票決され、彫像のための予算が配分された。1931年、カリフォルニア州が国立彫像ホール・コレクションにキングの銅像を寄贈して完了した。この彫像は議事堂の彫像ホールに展示された。
しかし、2006年8月31日、カリフォルニア州議会は国立彫像ホール・コレクションにあるキングの彫像をロナルド・レーガンの彫像で置き換える合同決議案を採択した。この決議の結果、キングの彫像は彫像ホールから除去され、元大統領のものに置き換えられた。
この決議案は州上院議員デニス・ホリングスワースが起草し、デブラ・ボーウェン上院議員だけが反対票を投じた。投票はすべての議員が議事を終わらせる用意のできていた1日の終わりに行われた。ボーウェン上院議員は「私はこの件について考えを纏めるためにまさに40秒間使った。私はトマス・スター・キングが何者であるかを説明しようとしたが、それには時間が無かった。もう少し時間があって実際の議論ができれば、結果は違ったものになったかもしれない。わたしはそれが起こったやり方に本当に気分を害された。それはまさに政治色の強いものだった。」と語った。
ホリングスワースはキングの彫像を除去する理由について、「サンフランシスコ・クロニクル」紙に「正直に申し上げると、私はトマス・スター・キングのことを知らない。おそらく多くのカリフォルニア州民は私と同じだろうと思う。」の告げた。ホリングスワースは、キングがカリフォルニア州生まれではないとも付け加えた。しかし、国立彫像ホールに寄贈されているもう1体の彫像、フニペロ・セラは実際にはマヨルカ島の生まれであり、ロナルド・レーガンはイリノイ州の生まれだった。
スター・キングの彫像はカリフォルニア州都サクラメントにあるカリフォルニア州議会議事堂ロタンダの2階に納められる計画が進められた。儀式は2009年6月3日に行われた。